# Neil Maskell
Neil Maskell (Londra, 1976) è un attore, scrittore e regista britannico, noto per le sue apparizioni in film britannici sul crimine e horror, come The Football Factory e Kill List.

## Biografia
Nato a Londra, da giovane giocò a calcio come difensore nel Long Lane JFC. Iniziò come attore all'Anna Scher Theatre School, a Islington, dove frequentò i corsi dall'età di 11 anni, e studiò al Miskin Theatre a Dartford al North West Kent College dal 1992. Tifoso dell'Arsenal FC, lavorò poi come regista al Miskin Theatre.

### Film
La carriera cinematografica di Neil Maskell ebbe inizio nel 1997 con un'apparizione nel ruolo di Schmuddie in Niente per bocca, che rappresentò il debutto alla regia di Gary Oldman. Il suo ruolo da protagonista nel thriller del 2011 Kill List attirò critiche positive e lo vide nominato come premio al Miglior Attore al British Independent Film Awards 2011.

### Televisione
La prima apparizione televisiva di Neil Maskell fu nel 1991 nella serie poliziesca della ITV Metropolitan Police. Tra il 1992 e il 2002 fece altre comparsate nello show, recitando in diversi ruoli. Recitò anche in altre serie britanniche popolari, come Casualty, London's Burning e Soldier Soldier. Nel 2005 recitò regolarmente nella commedia Mike Bassett: Manager e nello show The Wrong Door. Nel 2013-2014 ha interpretato il ruolo di Pietre nella serie televisiva britannica thriller Utopia.

## Filmografia

### Cinema
- Niente per bocca (Nil by Mouth), regia di Gary Oldman (1997)
- Crocodile Snap - cortometraggio (1997)
- Titanic Town, regia di Roger Michell (1998)
- Sorted (2000)
- Redemption Road (2001)
- AKA (2002)
- The Sequel - cortometraggio (2003)
- The Football Factory (2004)
- It's All Gone Pete Tong (2004)
- Fat Slags (2004)
- Basic Instinct 2 (2006)
- True Colours – cortometraggio (2007)
- Espiazione (Atonement), regia di Joe Wright (2007)
- Rise of the Footsoldier (2007)
- The Englishman (2007)
- Paintball (2009)
- Doghouse (2009)
- Tony (2009)
- The Shouting Men (2010)
- Bonded by Blood (2010)
- Kill List (2011)
- Jack Falls (2011)
- Ghosted (2011)
- Turnout (2011)
- Wild Bill (2011)
- How to Stop Being a Loser (2011)
- Pusher (2012)
- The Rise (2012)
- St George's Day (2012)
- Open Windows (2013)
- Hyena (2014)
- Bone In The Throat (2015)
- High-Rise - La rivolta (High-Rise) (2015)
- Level Up (2016)
- King Arthur - Il potere della spada (King Arthur: Legend of the Sword), regia di Guy Ritchie (2017)
- Happy New Year, Colin Burstead - regia di Ben Wheatley (2018)
- In Darkness - Nell'oscurità (In Darkness), regia di Anthony Byrne (2018)
- Bull - regia di Paul Andrew (2021)
- Klokkenluider - regia di Neil Maskell (2022)

### Televisione
- Perfect Scoundrels - serie TV, episodio "Let No Man Put Asunder" (1992)
- Soldier Soldier - serie TV, episodio "Money for Nothing" (1996)
- London's Burning - serie TV, episodio "Episodio No.9.8" (1996)
- Sbirri da sballo - serie TV, episodio "Come on You Blues" (1996)
- Chalk - serie TV, episodio: "The Inspection" (1997)
- Wycliffe - serie TV, episodio: "Old Crimes, New Times" (1997)
- Bramwell - serie TV, episodio "Our Brave Boys" (1998)
- Ultraviolet - miniserie TV (1998)
- The Murder of Stephen Lawrence - film TV (1999)
- Murder Most Horrid - serie TV, episodio: "Whoopi Stone" (1999)
- Killers - cortometraggio TV (2000)
- The Jury - miniserie TV (2002)
- Metropolitan Police - serie TV, 6 episodi (1991-2002)
- Strange - serie TV, episodio "Dubik" (2003)
- Shameless - serie TV, episodio "Episode No.2.0" (2004)
- The Inspector Lynley Mysteries - serie TV, episodio: "Word of God" (2005)
- Mike Bassett: Manager - serie TV, 6 episodi (2005)
- The Wrong Door - serie TV, 4 episodi (2008)
- Casualty - serie TV, 4 episodi (1997-2009)
- Testimoni silenziosi - serie TV, 3 episodi (2000-2012)
- Dates - serie TV, 1 episodio (2013)
- By Any Means - serie TV, 1 episodio (2013)
- The Great Train Robbery - miniserie TV (2013)
- Utopia- serie TV, 11 episodi (2013-2014)
- The Mimic - serie TV, 11 episodi (2013-2014)
- Raised by Wolves - serie TV, 3 episodi (2015-2016)
- Humans - serie TV, 14 episodi (2015-2016)
- Small Axe – miniserie TV, puntata 5 (2020)
- Baghdad Central – miniserie TV, 4 puntate (2020)
- Intergalactic – serie TV, episodi 1x01-1x02-1x03 (2021)
- Litvinenko - Indagine sulla morte di un dissidente (Litvinenko) – miniserie TV, 4 puntate (2022)

## Doppiatori italiani
Nelle versioni in italiano delle opere in cui ha recitato, Neil Maskell è stato doppiato da:
- Francesco Cavuoto in Humans
- Marco Vivio in Litvinenko - Indagine sulla morte di un dissidente
- Stefano Starna in Rise of the Footsoldier
- Roberto Certomà in Kill List
- Riccardo Scarafoni in King Arthur - Il potere della spada
- Luca Semeraro in Baghdad Central
- Gabriele Sabatini in Intergalactic
- Massimo Bitossi in Hijack - Sette ore in alta quota
- Roberto Stocchi in Basic Instinct 2